# Чалкеш
Чалкеш (перс. چالكش) — село в Ірані, у дегестані Джірганде-Лашт-е-Неша, у бахші Лашт-е-Неша, шагрестані Решт остану Ґілян. За даними перепису 2006 року, його населення становило 18 осіб, що проживали у складі 5 сімей.

## Клімат
Середня річна температура становить 14,36°C, середня максимальна – 28,18°C, а середня мінімальна – -0,53°C. Середня річна кількість опадів – 1196 мм.
| Клімат поселення                              | Клімат поселення | Клімат поселення | Клімат поселення | Клімат поселення | Клімат поселення | Клімат поселення | Клімат поселення | Клімат поселення | Клімат поселення | Клімат поселення | Клімат поселення | Клімат поселення | Клімат поселення |
| Показник                                      | Січ.             | Лют.             | Бер.             | Квіт.            | Трав.            | Черв.            | Лип.             | Серп.            | Вер.             | Жовт.            | Лист.            | Груд.            |                  |
| Середній максимум, °C                         | 8,29             | 8,92             | 11,70            | 17,37            | 21,72            | 25,56            | 28,18            | 28,03            | 24,91            | 20,76            | 15,98            | 11,69            |                  |
| Середня температура, °C                       | 3,89             | 4,50             | 7,30             | 12,96            | 17,30            | 21,15            | 24,12            | 23,96            | 20,86            | 16,69            | 11,93            | 7,64             |                  |
| Середній мінімум, °C                          | −0,53            | 0,08             | 2,88             | 8,56             | 12,90            | 16,73            | 20,06            | 19,92            | 16,79            | 12,60            | 7,87             | 3,57             |                  |
| Норма опадів, мм                              | 116              | 94               | 87               | 46               | 46               | 32               | 31               | 63               | 141              | 218              | 181              | 141              |                  |
| Середньомісячна швидкість вітру, м/с          | 2.40             | 2.50             | 2.41             | 2.40             | 2.40             | 2.67             | 2.61             | 2.39             | 2.10             | 2.19             | 2.00             | 2.10             |                  |
| Середньомісячна сонячна радіація, кДж/м²·день | 6863             | 8956             | 10893            | 15494            | 19786            | 21919            | 22686            | 19054            | 15305            | 10623            | 8516             | 6557             |                  |
| --------------------------------------------- | ---------------- | ---------------- | ---------------- | ---------------- | ---------------- | ---------------- | ---------------- | ---------------- | ---------------- | ---------------- | ---------------- | ---------------- | ---------------- |
| Джерело:                                      |                  |                  |                  |                  |                  |                  |                  |                  |                  |                  |                  |                  |                  |